# Chāh-e Pansar
Chāh-e Pansar (persiska: چاه پنسر, Chāh Panj Sar, Chāh-e Panj Sar) är en ort i Iran.   Den ligger i provinsen Khorasan, i den östra delen av landet, 900 km öster om huvudstaden Teheran. Chāh-e Pansar ligger 1 492 meter över havet och antalet invånare är 262.
Terrängen runt Chāh-e Pansar är kuperad österut, men västerut är den platt.Runt Chāh-e Pansar är det glesbefolkat, med 8 invånare per kvadratkilometer. Närmaste större samhälle är Nāz Dasht, 12,0 km väster om Chāh-e Pansar. Trakten runt Chāh-e Pansar är ofruktbar med lite eller ingen växtlighet.